# صموئيل باركر (عالم عقيدة)
صموئيل باركر (و. 1640 – 1687 م) هو عالم عقيدة، وقسيس من مملكة إنجلترا، ولد في نورثامبتون، كان عضوًا في الجمعية الملكية (منذ 13 يونيو 1666)، توفي في أكسفورد، عن عمر يناهز 47 عاماً.

## مناصب
تولى منصب Bishop of Oxford ‏ (1686–1688)
- Archdeacon of Canterbury [الإنجليزية]‏
- أسقف

.

## التعليم
تعلم في كلية وادهام (أكسفورد)، وتعلم في كلية الثالوث الأقدس
.